# Norra Murgatan 38

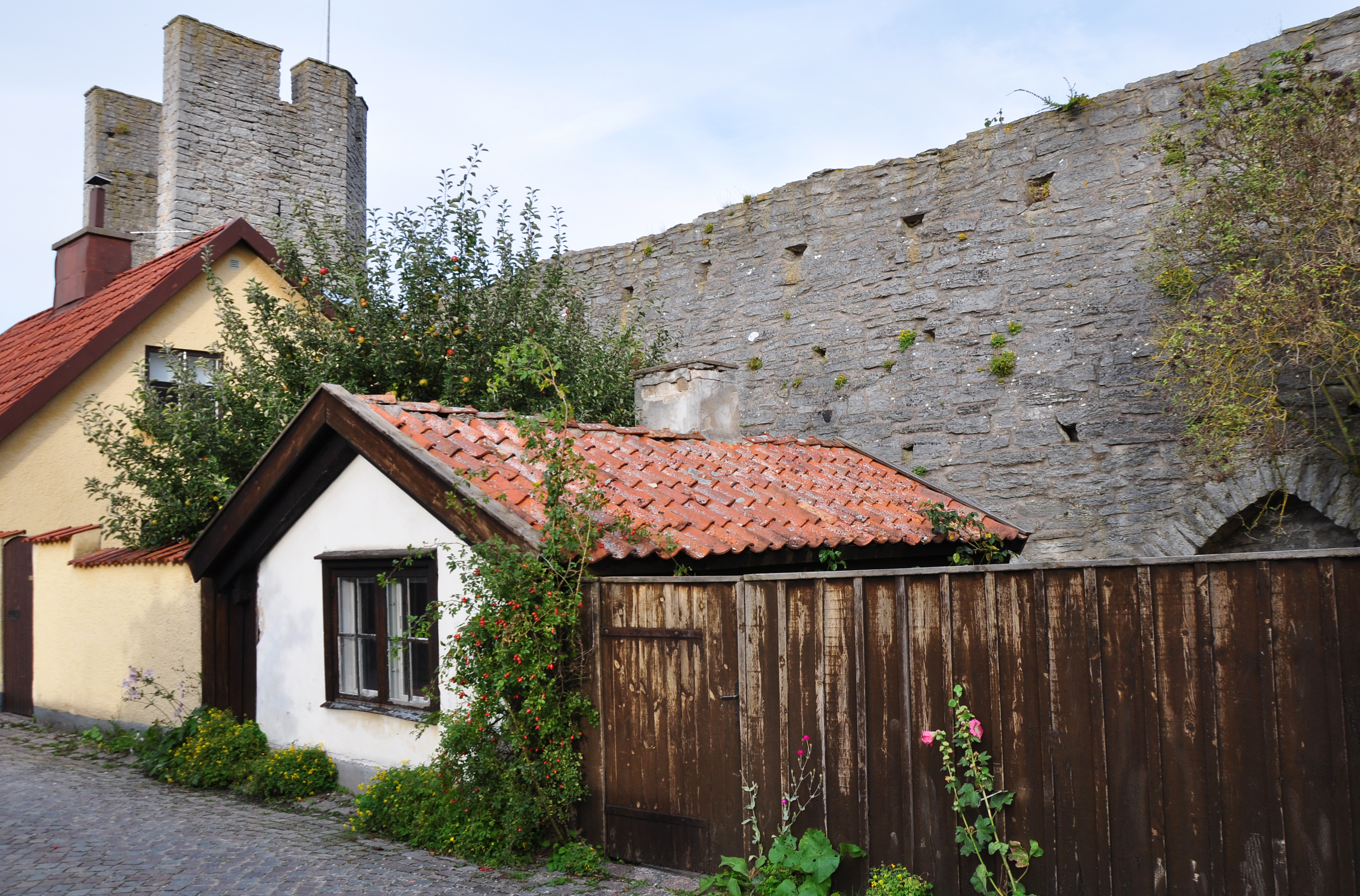
Norra Murgatan 38.

Norra Murgatan 38 är en fastighet i Kvarteret Muren 13 i Visby, känd som "Visbys minsta hus". Fastigheten är sedan 1995 byggnadsminne.
Byggnaden av reveterat trä i en våning men en golvyta av 14 kvadratmeter och låg takhöjd. Tomten gränsar mot stadsmuren. Huset uppfördes någon gång mellan 1794 och 1808. Under större delen av 1800-talet beboddes huset av båtsmän. 1947 skänktes huset till Gotlands fornvänner, det stod 1947–1962 obebott men restaurerades 1962 efter ritning av länsarkitekt Olle Karth och fungerade därefter som fritidsbostad för familjen Ludin.